# Comorocolya
Comorocolya is een geslacht van rechtvleugeligen uit de familie sabelsprinkhanen (Tettigoniidae). De wetenschappelijke naam van dit geslacht is voor het eerst geldig gepubliceerd in 2012 door Hugel.

## Soorten
Het geslacht Comorocolya omvat de volgende soorten:
- Comorocolya mwaliensis Hugel, 2012
- Comorocolya ndzuwaniensis Hugel, 2012
- Comorocolya ngazidja Hugel, 2012